# Miel fou

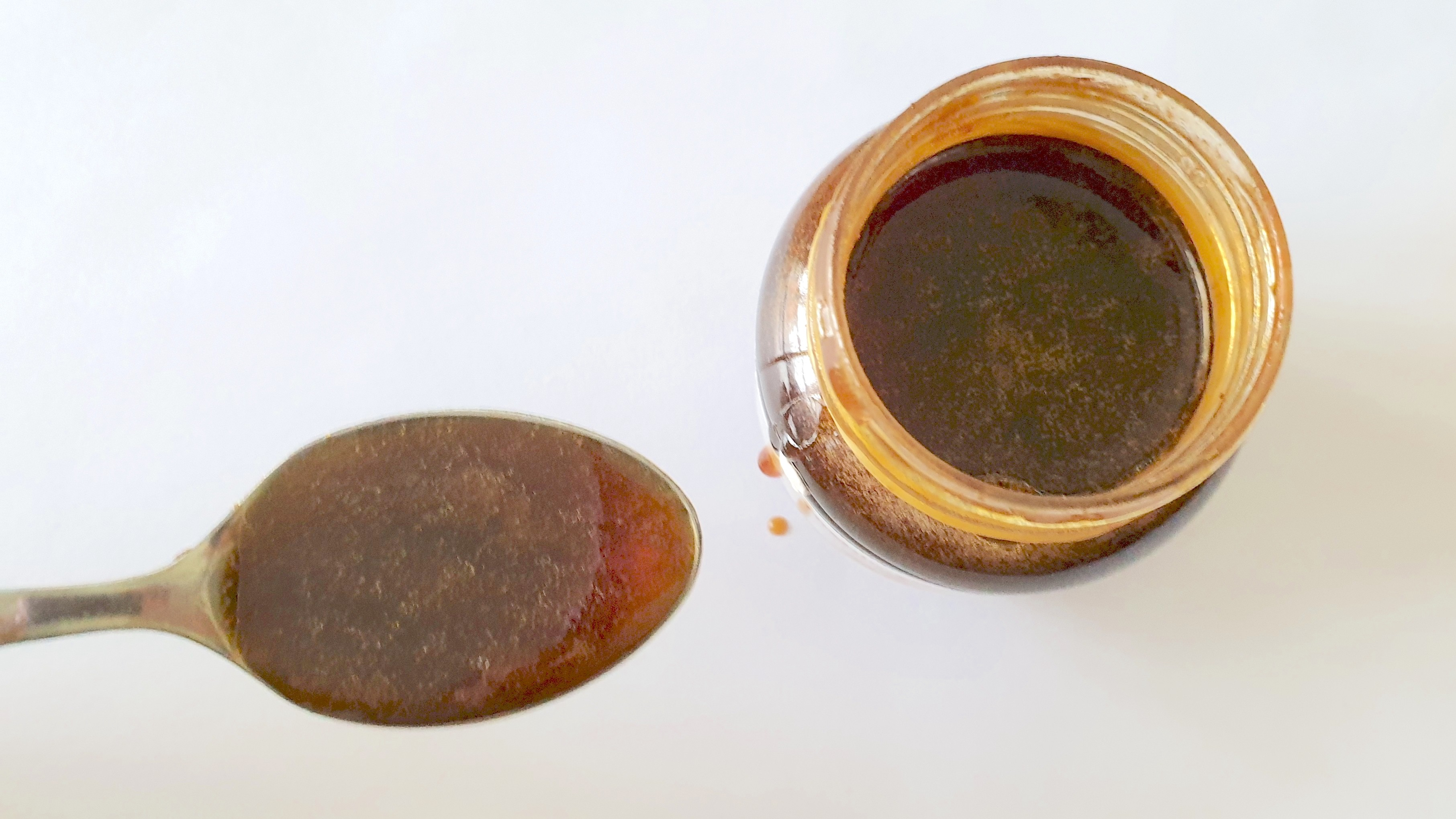
Un échantillon de miel fou sur une cuillère.

Le miel fou est un type de miel renfermant des grayanotoxines. Ce miel, de couleur foncée à rougeâtre, est élaboré à partir du nectar et du pollen des plantes du genre Rhododendron. Il possède des propriétés modérément toxiques et narcotiques.
Le miel fou est principalement produit au Népal et en Turquie, où il est utilisé à la fois comme remède traditionnel et comme substance récréative. Dans la chaîne himalayenne de l'Hindou Kouch, il est produit par les abeilles géantes de l'Himalaya, Apis laboriosa. Au Népal, la récolte du miel est traditionnellement effectuée par le peuple Gurung. On peut également trouver ce miel occasionnellement dans l'est des États-Unis.
Les récits historiques sur le miel fou apparaissent dans des textes de la Grèce antique. Le stratège grec Xénophon relate dans l’Anabase les effets de ce miel sur des soldats en 401 av. J.-C. En 65 av. J.-C., durant la troisième guerre mithridatique, le roi Mithridate l’utilisa comme arme biologique contre les troupes romaines du général Pompée. Au XVIIIᵉ siècle, le miel fou fut importé en Europe où il était incorporé à des boissons alcoolisées.

## Récits historiques

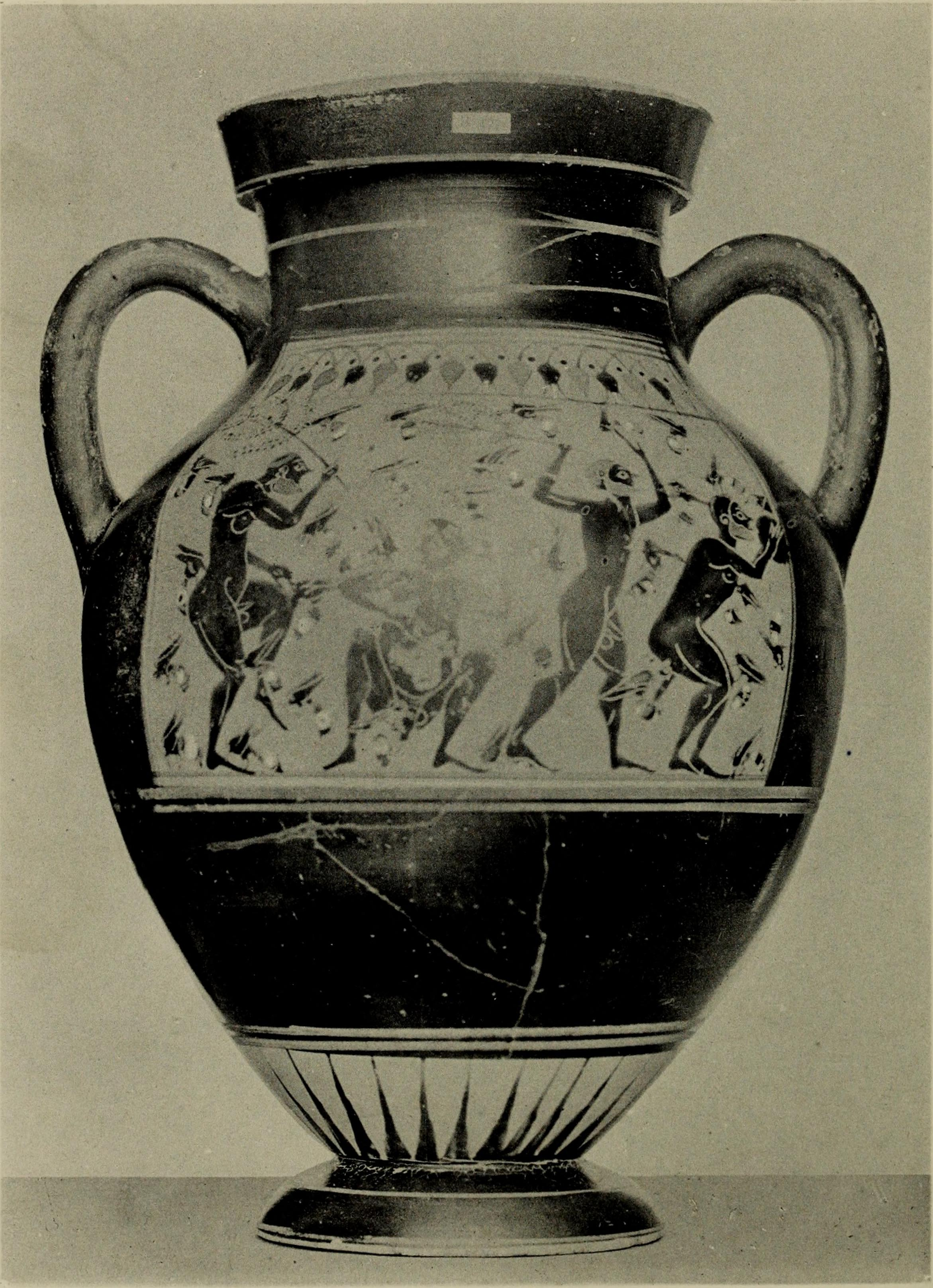
Une amphore de Vulci représentant Laios, Keleos, Kerberos et Aigolios piqués par des abeilles dans la grotte dictée.

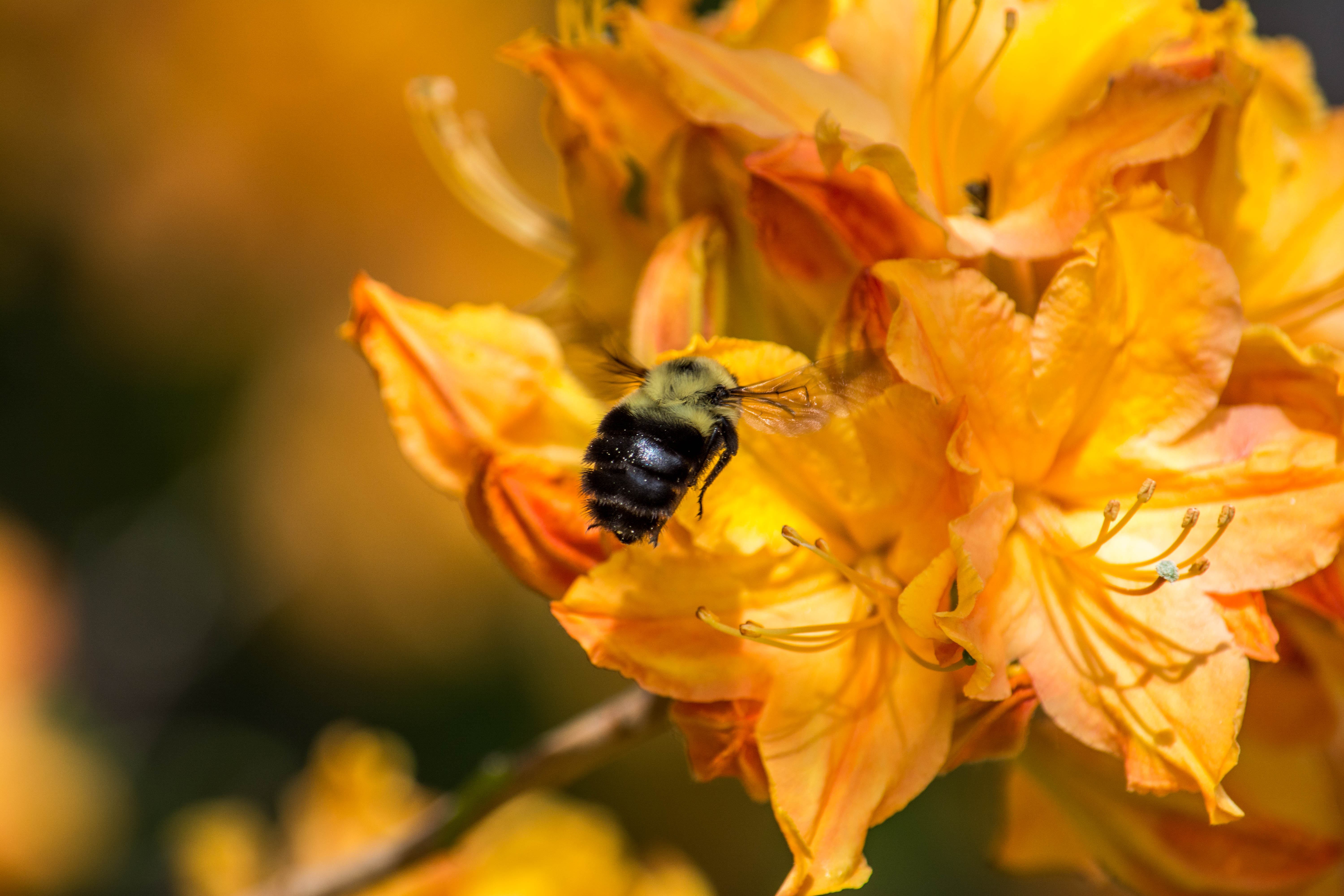
Les différentes espèces de rhododendrons sont une source de grayanotoxines qui confèrent au miel fou ses propriétés.

Les mentions historiques du miel fou s'étendent sur plus de deux millénaires. Les premiers écrits des historiens grecs anciens ont documenté ses caractéristiques et son origine végétale. Certains récits évoquent son emploi comme arme biologique, souvent subi par des militaires en recherche de provisions.
L'Hymne homérique à Hermès (VIᵉ siècle av. J.-C.), intégré aux Hymnes homériques, pourrait contenir une allusion indirecte à l'usage du miel fou. Le texte évoque les melissaï (oracles liés aux abeilles) du mont Parnasse de Delphes, qui ne prophétisaient qu'après avoir consommé du meli chloron (miel vert). Cette référence pourrait concerner la Pythie, l'oracle delphique.

Le stratège et historien grec Xénophon relate dans l'Anabase, son récit sur l'expédition des Dix-Mille, un incident survenu en 401 av. J.-C. impliquant du miel fou. Il décrit des soldats grecs, lors de leur périple près de Trabzon (actuelle Turquie) en bordure de la mer Noire, ayant consommé ce miel avant de présenter des symptômes de désorientation, de vomissements et de diarrhée, les empêchant de se tenir debout. Les soldats retrouvèrent leur état normal le jour suivant.

« Le nombre de ruches était exceptionnel, et tous les soldats qui mangèrent des rayons perdirent la raison, vomirent et furent atteints de diarrhée, sans qu'aucun puisse se tenir debout. Ceux qui en avaient peu mangé semblaient gravement ivres, ceux qui en avaient beaucoup consommé paraissaient fous, et certains étaient comme des mourants. »

« Ils gisaient au sol en grand nombre, comme après une défaite, plongés dans l'abattement. Le lendemain, aucun ne fut retrouvé mort ; ils recouvrèrent leurs esprits vers la même heure où ils les avaient perdus la veille. Les troisième et quatrième jours, ils se levèrent comme après avoir pris un remède. »

Les autorités romaines et grecques considéraient que le miel fou possédait des propriétés thérapeutiques contre la folie. Aristote a observé que « le miel de buis produit à Trapezus dégage une odeur intense et aurait pour effet de rendre fous les individus en bonne santé, tout en guérissant instantanément les personnes atteintes d’épilepsie ». Le naturaliste romain Pline l'Ancien désignait le miel fou sous le nom de meli mænomenon et figurait parmi les premiers à identifier l’origine de sa toxicité dans certaines espèces de lauriers-roses, d’azalées et de rhododendrons.
Les historiens ont observé que la puissance ou les effets enivrants du miel fou variaient en fonction des saisons ou des cycles. Pline l'Ancien a relevé que ce miel était plus dangereux après des printemps humides, tandis que le médecin grec Pedanius Dioscoride a constaté que sa toxicité se manifestait spécifiquement à certaines périodes de l'année.
Le miel fou a été utilisé comme une des premières armes biologiques dans la région de la mer Noire. En 65 avant J.-C., pendant la troisième guerre mithridatique,, le roi Mithridate ordonna un repli stratégique des troupes romaines dirigées par le général Pompée. Probablement sur les recommandations du botaniste grec Cratevas, il fit disposer des rayons de miel fou sur la route des soldats en retraite. Les légionnaires romains, après avoir consommé ce miel, succombèrent à une intoxication aiguë et furent exterminés. Le géographe grec Strabon a relaté l'incident comme ayant décimé trois manipules romains, ce qui pourrait correspondre à un effectif compris entre 480 et 1 800 soldats,.
D'autres cas d'intoxication pourraient être liés au miel fou. En 946, les alliés de la reine Olga de Kiev envoyèrent plusieurs tonnes de miel fermenté à leurs ennemis russes. Environ 5 000 Russes, plongés dans un état de stupeur, furent alors massacrés,. Plus tard, en 1489, dans la même région, des Tatars consommèrent des tonneaux d’hydromel à base de miel fou abandonnés dans un camp déserté. Environ 10 000 Tatars, intoxiqués, furent massacrés par les Russes.
Au XVIIIᵉ siècle, près de 25 tonnes de miel fou étaient exportées annuellement depuis la région de la mer Noire à destination de l'Europe. C'est à cette époque qu'en France le produit vint à se faire connaître sous le nom de « miel fou ». On l’incorporait alors à la bière ainsi qu’à d’autres boissons alcoolisées afin d’en renforcer les effets,,. Le botaniste américain Benjamin Smith Barton constata que des apiculteurs pennsylvaniens subissaient des intoxications liées au miel fou. Ceux-ci mélangeaient le miel à de l’alcool et commercialisaient cette préparation sous forme d’élixir appelé « metheglin » (hydromel) dans le New Jersey. Barton remarqua que l’ivresse induite débutait de manière plaisante, mais pouvait basculer soudainement en une forme « violente ». L'ancien chirurgien confédéré J. Grammer a décrit en 1875 dans Gleanings in Bee Culture qu'il y avait eu plusieurs incidents avec des soldats du Sud impliquant une intoxication au miel fou.
L’andromédotoxine (grayanotoxine I), un composé chimique, a été isolée pour la première fois dans le miel de Trabzon par le scientifique allemand PC Plugge en 1891. L'édition de 1929 de l'Encyclopædia Britannica a réfuté l'existence de miel empoisonné tel que rapporté dans les récits gréco-romains, estimant que les symptômes évoqués par ces auteurs anciens résultaient « selon toute probabilité d'une consommation excessive » ou d'une ingestion à jeun.

## Prévalence et récolte

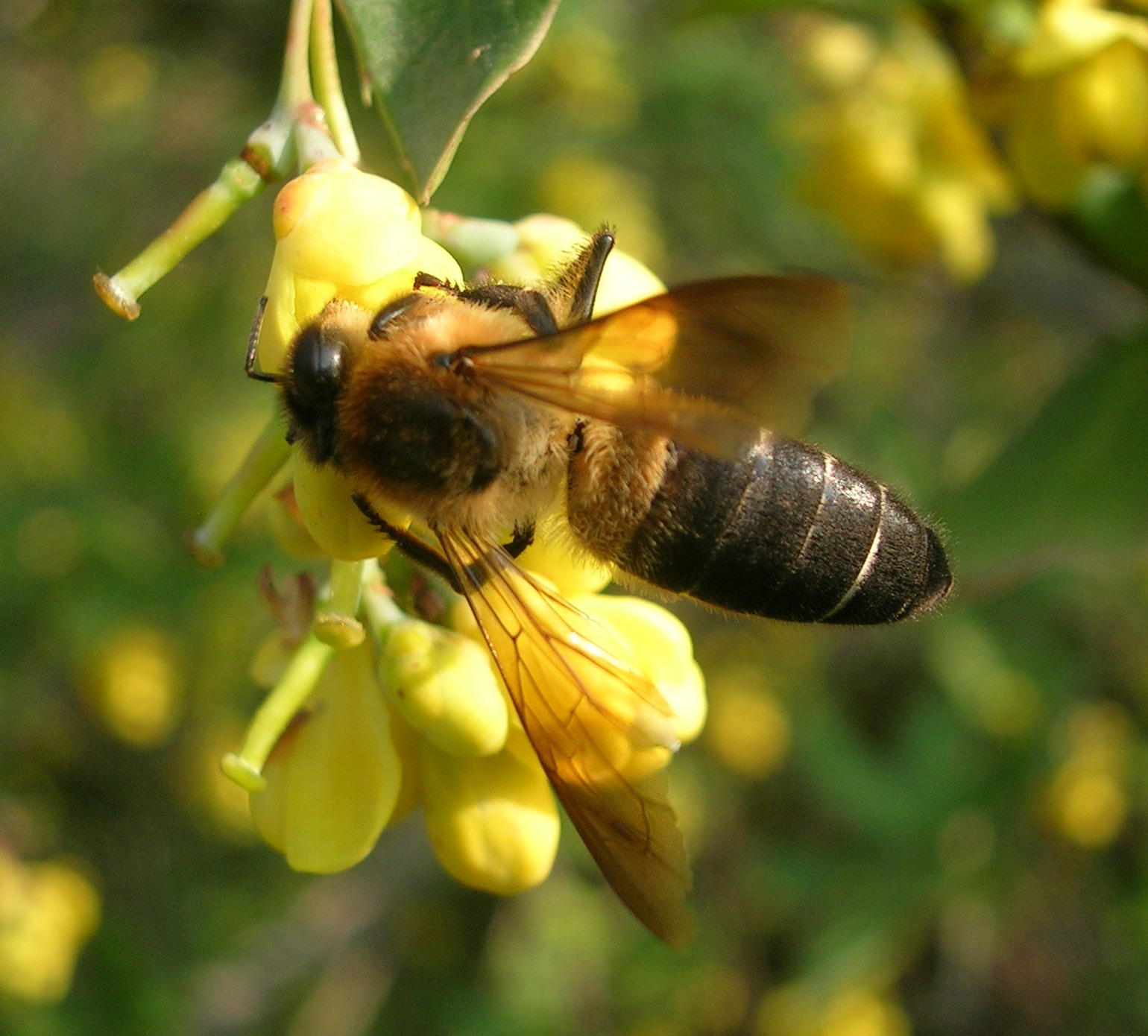
Le miel fou au Népal est généralement produit par les abeilles Apis laboriosa.

Les rhododendrons et d’autres plantes de la famille des Ericacées sécrètent des grayanotoxines. Le miel produit à partir de leur nectar contient à la fois le pollen de ces espèces et ces neurotoxines,. Le miel fou se distingue par une couleur plus sombre, tirant sur le rouge, ainsi qu’un goût légèrement amer. En raison de sa couleur rougeâtre, on l'appelle parfois miel de rose des bois. Le miel fou est produit dans des régions spécifiques du monde, notamment la région de la mer Noire en Turquie ainsi qu'au Népal.
Les petits producteurs de miel fou prélèvent généralement le miel dans une zone restreinte ou une unique ruche, ce qui génère un miel à forte concentration de grayanotoxines. À l’inverse, la production industrielle combine souvent des miels d’origines variées, réduisant ainsi la proportion de miel contaminé. Un apiculteur caucasien a rapporté dans un article de 1929 publié dans Bee World que la toxicité du miel fou pouvait fluctuer au sein d'un même rayon, les miels les plus dangereux étant produits en altitude lors de sécheresses.

### En Turquie
En Turquie, le miel fou (appelé deli bal) sert à la fois de drogue récréative et de remède traditionnel. Il est principalement produit à partir du nectar de Rhododendron luteum et Rhododendron ponticum, des espèces poussant dans la région du Caucase. Les apiculteurs des montagnes Kaçkar produisent du miel fou depuis plusieurs siècles.

### Dans la région himalayenne de l'Hindou Kouch

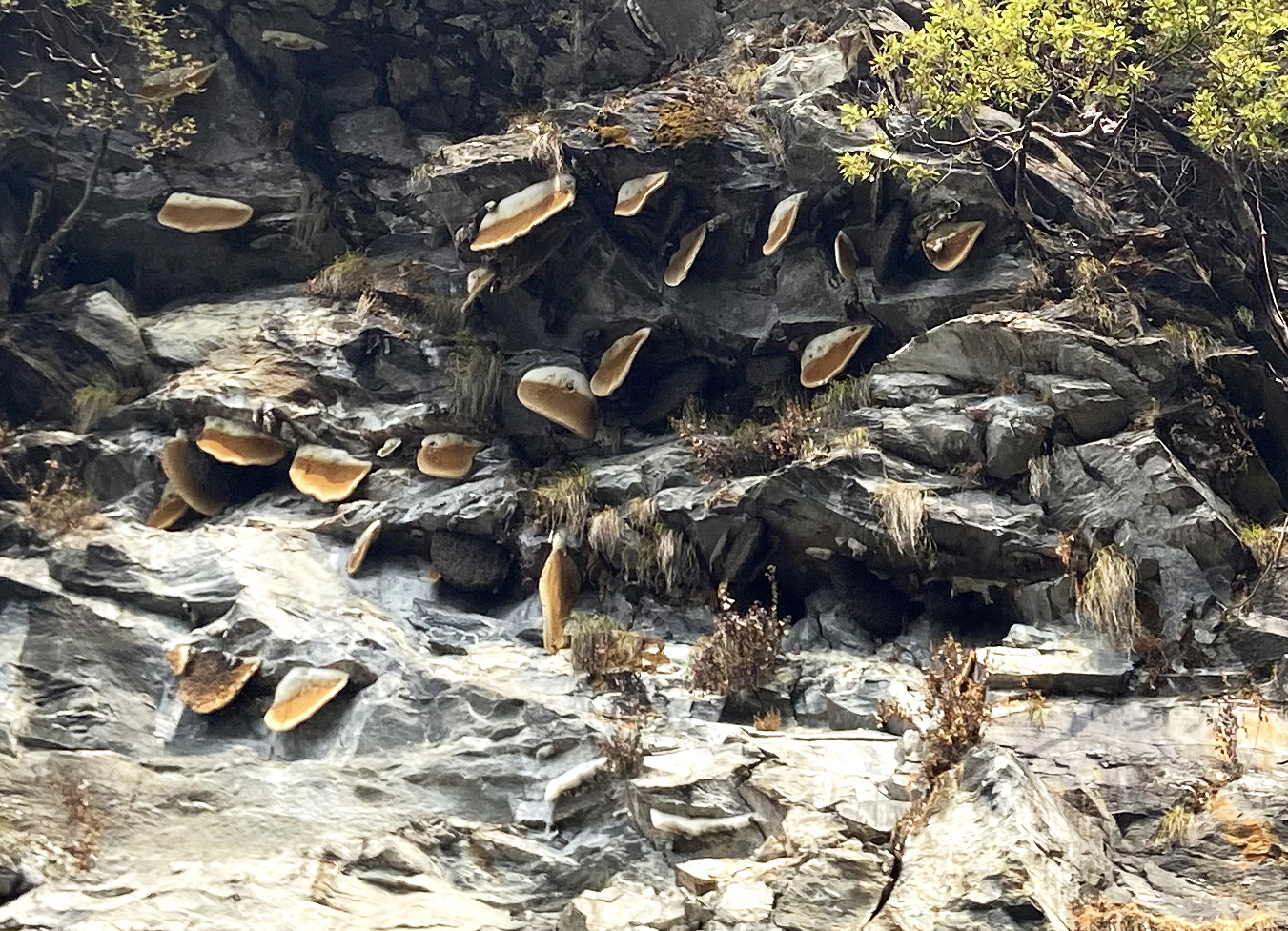
Une colonie de rayons dApis laboriosa sur une paroi rocheuse verticale dans l'Himalaya.

Le miel fou est élaboré dans les contreforts himalayens par les abeilles géantes de l'Himalaya (Apis laboriosa), une espèce exceptionnelle par sa taille et son habitat. En Asie du Sud, les nids d’Apis laboriosa sont principalement localisés dans la région himalayenne de l’Hindou Kouch. Les abeilles produisent du miel fou au printemps lorsque les plantes de la famille des Ericaceae, comme les rhododendrons, sont en fleurs.
Les nids d'Apis laboriosa se caractérisent par des rayons simples et ouverts, dotés de larges bases pouvant atteindre 1,5 mètre (4 pieds 11 pouces). Ces ruches sont édifiées sur des branches d'arbres ou des falaises abruptes, orientées au sud-est ou sud-ouest, entre 1 200 et 4 000 mètres d'altitude (3 900–13 100 pieds). Elles sont souvent positionnées sous corniches en surplomb, ce qui les protège des intempéries,.

#### Récolte du miel
Dans la région centrale du Népal et le nord de l’Inde, les Gurungs perpétuent une récolte traditionnelle du miel depuis des siècles, impliquant l’escalade de falaises pour accéder aux ruches. Cette pratique, ancrée dans leur culture, s’effectue deux fois par an : une première récolte en fin de printemps et une seconde en fin d’automne. Les chasseurs de miel utilisent des échelles en corde munies de barreaux en bois pour atteindre les nids, et allument des feux en dessous afin d’enfumer les abeilles.
Les populations d’Apis laboriosa au Népal ont subi une baisse drastique due à la surexploitation des ruches, aux constructions de barrages hydroélectriques et de routes, ainsi qu’à la disparition des points d’eau. Le déclin de la population est également lié à la déforestation et aux glissements de terrain. Au Népal, on constate un déclin annuel de 70 % des populations d’abeilles mellifères dans les falaises himalayennes. Un expert du Centre international pour le développement intégré des montagnes a observé en 2022 une réduction des falaises accueillant des abeilles et du nombre de colonies par falaise. Les pratiques recommandées pour une récolte durable incluent de préserver la moitié des rayons récemment formés et de ne prélever que des sections des rayons.

### Dans d'autres régions

#### États-Unis
Le miel fou est exceptionnellement produit aux États-Unis. D'après le professeur Vaughn Bryant de l'université Texas A&M, spécialiste du miel, il peut être élaboré dans les Appalaches (est du pays) lors de vagues de froid tardives qui détruisent la majorité des fleurs, épargnant les rhododendrons. Les miels issus du laurier des montagnes (Kalmia latifolia) et du kalmia à feuilles étroites (Kalmia angustifolia) contiennent aussi des grayanotoxines et présentent un risque mortel en cas de consommation excessive.

#### Europe
En Europe, le miel contenant des grayanotoxines est issu du Rhododendron ferrugineum, présent dans les Alpes et les Pyrénées. Cependant, aucun cas d’intoxication lié aux grayananes n’a été documenté pour les miels produits au sein de l’Union européenne.

## Effets physiologiques

La structure chimique de la grayanotoxine I.

La consommation de miel fou peut entraîner une réaction toxique désignée sous les noms d'intoxication à la grayanotoxine, maladie du miel fou, empoisonnement au miel ou intoxication au rhododendron,. Le miel fou est la cause la plus fréquente d’intoxication à la grayanotoxine. Les abeilles, elles, sont immunes aux effets des grayanotoxines.
Chez l’humain et certains autres animaux, les grayanotoxines affectent le système nerveux central en se fixant aux canaux sodiques, bloquant ainsi leur fermeture. Cela provoque une chute de la tension artérielle (hypotension) et un ralentissement du rythme cardiaque (bradycardie). Les symptômes associés incluent des étourdissements, une vision trouble, des vertiges et des difficultés respiratoires. Dans certains cas, la tension peut chuter à des niveaux critiques, entraînant nausées, évanouissements, convulsions, arythmie, troubles de la conduction cardiaque, paralysie musculaire et perte de connaissance,,.
La gravité de l'intoxication au miel fou dépend de la quantité ingérée et de sa teneur en grayanotoxines. À faible dose, il peut agir comme hypnotique avec des symptômes légers : picotements, engourdissements, étourdissements, évanouissements et vertiges. À des doses plus élevées, les effets incluent syndrome confusionnel, vertige, nausées, effets visuels psychédéliques (vision en tunnel, lumières tournoyantes), hallucinations et troubles de l'élocution (désorganisation des syllabes et mots). La récupération varie de quelques heures à plusieurs jours, la plupart des symptômes disparaissant généralement en 12 heures.
Une revue systématique de 2015 portant sur 1 199 cas d’intoxication au miel fou n’a révélé aucun décès signalé. Les traitements contre l'intoxication au miel fou comprennent l'atropine, l'adrénaline et les perfusions salines.

## Usage
Le miel fou est le plus souvent produit et consommé dans certaines régions de Turquie et du Népal comme remède traditionnel ou drogue récréative,. Il est utilisé comme remède traditionnel pour traiter les maux de gorge, l'arthrite, le diabète et l'hypertension. Dans la région turque de la mer Noire, son utilisation est destinée à l'indigestion, aux douleurs abdominales, à la gastrite, aux ulcères gastroduodénaux et à la grippe.
Pendant des siècles, dans le Caucase, de petites quantités de miel d'azalée pontique ont été ajoutées aux boissons alcoolisées pour amplifier l'effet enivrant. En Turquie, une cuillerée de miel fou est traditionnellement ajoutée au lait comme tonique. Le miel fou a été interdit en Corée du Sud en 2005.
On pense également que le miel fou aide à lutter contre la dysfonction érectile et à augmenter les performances sexuelles. La plupart des cas d’intoxication au miel fou touchent des hommes d’âge moyen.